# Mary Ostergren
Mary Ann Ostergren-Hollensteiner (* 25. November 1960 in Saint Paul) ist eine ehemalige US-amerikanische Biathletin. Sie gehörte über acht Jahre lang dem US-amerikanischen Nationalkader an.
Mary Ostergren schloss 1984 das Carleton College ab. Sie war sportlich vielseitig begabt und betrieb etwa Kanu-Marathon und Skilanglauf-Marathon. Seit 1986 gehörte sie dem Nationalkader ihres Landes an. In Lahti startete sie 1987 erstmals an Biathlon-Weltmeisterschaften teil und wurde 24. des Einzels und 33. des Sprintrennens. 1990 gewann sie den Titel im Sprint bei den US-Meisterschaften. 1991 nahm sie erneut an den Weltmeisterschaften in Lahti teil, wo sie 19. des Sprints und 22. des Einzels wurde und mit Anna Sonnerup und Joan Guetschow im Staffelrennen Siebte wurde. 1992 gehörte sie zu den Athletinnen, die erstmals an Frauenrennen im Biathlon bei Olympischen Spielen teilnahm. In Albertville belegte Ostergren im Sprint den 25. und mit Nancy Bell-Johnstone und Joan Miller Smith im Staffelrennen den 15. Platz. Es folgten die Weltmeisterschaften 1993 in Borowetz, wo sie 68. des Einzels, 51. des Sprints und mit Joan Miller Smith, Joan Guetschow und Ntala Skinner Elfte wurde. Letztes Großereignis wurden die Olympischen Winterspiele 1994 in Lillehammer. Ostergren kam einzig im Sprint zum Einsatz und wurde bei diesem 64. Zum Ende der Saison 1993/94 beendete sie ihre Karriere, in der sie mehrfach in die Punkteränge kam.

## Biathlon-Weltcup-Platzierungen
Die Tabelle zeigt alle Platzierungen (je nach Austragungsjahr einschließlich Olympische Spiele und Weltmeisterschaften).
- 1.–3. Platz: Anzahl der Podiumsplatzierungen
- Top 10: Anzahl der Platzierungen unter den ersten zehn (einschließlich Podium)
- Punkteränge: Anzahl der Platzierungen innerhalb der Punkteränge (einschließlich Podium und Top 10)
- Starts: Anzahl gelaufener Rennen in der jeweiligen Disziplin
- Staffel: inklusive Mixed-Staffel

| Platzierung                                                                                          | Einzel | Sprint | Verfolgung | Massenstart | Team | Staffel | Gesamt |
| --- | ------ | ------ | ---------- | ----------- | ---- | ------- | ------ |
| 1. Platz                                                                                             |        |        |            |             |      |         |        |
| 2. Platz                                                                                             |        |        |            |             |      |         |        |
| 3. Platz                                                                                             |        |        |            |             |      |         |        |
| Top 10                                                                                               |        |        |            |             |      | 1       | 1      |
| Punkteränge                                                                                          | 3      | 6      |            |             |      | 3       | 12     |
| Starts                                                                                               | 11     | 16     |            |             |      | 3       | 30     |
| Stand: Karriereende, Daten nicht komplett, einschließlich Weltmeisterschaften und Olympischer Spiele |        |        |            |             |      |         |        |